# Château de Stockalper
Pour les articles homonymes, voir Stockalper.

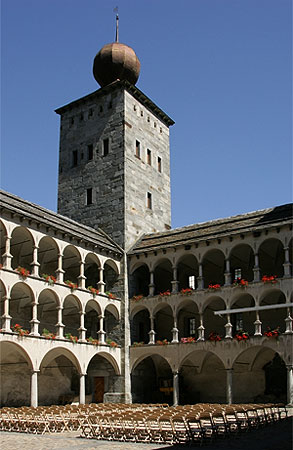
Vue sur la cour intérieure et ses arcades

Le château de Stockalper se trouve à Brigue dans le canton du Valais en Suisse.
Sa construction a débuté en 1658 sous le règne de Kaspar Jodok von Stockalper et les travaux ont duré jusqu'en 1678 bien que l'ouvrage ait été en grande partie achevé en 1666. Von Stockalper, « le roi du Simplon », était un riche homme d'affaires qui avait décidé de bâtir un château pour stocker les marchandises issues de son commerce.
La bâtisse rectangulaire de quatre étages comporte une grande cour intérieure avec des arches inspirées de l'art italien de la Renaissance. L'ensemble est hétéroclite et mélange plusieurs styles : bâtiments gothiques, jardins rappelant les manoirs français ainsi que trois tours orientales couronnées de gros bulbes métalliques. Les tours de Stockalper sont un hommage à la légende des Rois mages. Kaspar von Stockalper a dédié la plus grande tour à Gaspard, le roi dont il portait le nom. Le nom latin du château rappelle par ailleurs les origines des tours : Domus Trium Regnum (la demeure des trois rois). 
Passablement dégradé au fil des siècles, le château fut racheté en 1948 par la commune de Brigue qui y a installé ses bureaux administratifs, un musée, des archives ainsi qu'un théâtre. Il fut restauré entre 1956 et 1961. 